# 타노 시마로사

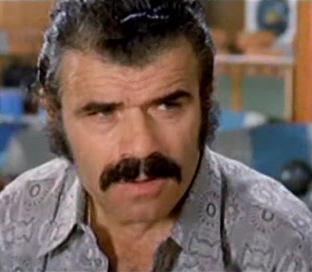

타노 시마로사(Tano Cimarosa, 1922년 1월 1일 ~ 2008년 5월 24일)는 이탈리아의 영화 감독, 각본가, 영화배우이다.
메시나에서 태어났으며 메시나에서 사망하였다.

## 영화
- 스타 메이커 (1995년)
- 단순한 형식 (1994년)
- 아클라 (1992년)
- 시네마 천국 (1988년)
- 아멘이라 불리우는 사나이 (1973년)
- 5인의 프로페셔날 (1973년)
- 호의 (1971년)
- 호주 소녀 (1971년)
- 더 데이 오브 더 아울 (1968년)
- 비 식... 이츠 프리 (1968년)